# سويداء البحر الميت
سويداء البحر الميت (باللاتينية: Suaeda maris-mortui) نوع نباتي يتبع جنس السويداء من الفصيلة القطيفية.

## الموئل والانتشار
موطنها الأصلي بلاد الشام.